# Magiriamorpha superpalpia
Magiriamorpha superpalpia är en fjärilsart som beskrevs av Boris Ivan Balinsky 1994. Magiriamorpha superpalpia ingår i släktet Magiriamorpha och familjen mott. Inga underarter finns listade i Catalogue of Life.